# Ель-Маагула
Ель-Маагула — місто в Тунісі. Входить до складу вілаєту Беджа. Станом на 2004 рік тут проживало 7 690 осіб.